# Matthias Wolfes
Matthias Wolfes, född 28 augusti 1961 i Buchholz nära Hamburg, död 27 mars 2023, var en tysk protestantisk teolog. Han var doktor i teologi (Heidelbergs universitet) och filosofie doktor (Kiels universitet). 
Wolfes publicerade flera viktiga studier om historia teologi sedan upplysningen. Han arbetade i Berlin.